# Luján Walk
El Shopping Luján Walk es un centro comercial ubicado en la ciudad de Luján, en la provincia de Buenos Aires, Argentina. Se encuentra emplazado en la Ruta Nacional 7 y la calle Mario Bravo, en la bajada del camino a la Basílica de Nuestra Señora de Luján. Fue inaugurado el 27 de junio de 2019.

## Servicios
El shopping cuenta con un hipermercado Changomas (ex Walmart), el cine Cinépolis y un mini sector de juegos Playland. Entre la inauguración del shopping y octubre de 2020, cuando fue el brote de la pandemia de COVID-19, frente a la entrada funcionó un KFC, pero fue reemplazado por Mostaza.

## Locales
- Puppis
- New In
- Montagne
- La Farola de Luján
- Mostaza
- Burger King
- Playland
- Cinépolis
- La Fábrica Muebles
- Living Café
- Restart Gaming Store
- Heladería Colonial
- La Perta Drugstore
- Hipermercado ChangoMâs

y mucho más...